# 히자쿠라 요코
히자쿠라 요코(일본어: 緋桜 陽子 ひざくら ようこ[*])는 전 다카라즈카 가극단 여역이다.
오사카부 도요나카시 출신이다. 본명은 사사카와 준코(笹川 順子)이다. 재단 당시 예명은 히자쿠라 요코(緋櫻 耀子)였고, 애칭은 "준짱"이었다.
친언니로는 야치구사 츠유코 (본명 사사카와 카즈코), 사사부네 요코 (본명 : 사사카와 마사코)이다.

## 약력
1940년, 다카라즈카 음악무용학교 (현 다카라즈카 음악학교)에 입학했다.
1943년, 다카라즈카 가극단 30기생으로 입단했다.
초무대 공연 연목은 『태양의 아이들』이다.
1952년?부터 1953년?까지 유키구미 부조장을 맡았다.
1953년, 다카라즈카 가극단을 퇴단하였다.
가극단 퇴단 후에는 예능계로 향했고, 그 후, 화장품 판매업, 코디네이터, 패션 스튜디오를 열었다.

## 영화 출연
- 江戸っ子肌 (1961년, 토에이)- 오마츠(お松) 役
- ママおうちが燃えてるの (1961년, 쇼치쿠)- 비구니(尼僧) 役
- 검은 도마뱀 (黒蜥蜴) (1962년, 다이에이)- 히나 부인(ひな夫人) 役
- 真昼の罠 (1962년, 다이에이)- 키누요(絹代) 役
- 風神雷神 (1962년, 다이에이)- 마키 츠구코(牧次子) 役
- 黒シリーズ・黒の報告書 (1963년, 다이에이)- 미네시마 타츠(峯島たつ) 役
- その結婚異議あり (1963년, 다이에이)- 후지마 아키(藤間あき) 役
- 囁く死美人 (1963년, 다이에이)- 카와다 아키코(河田晶子) 役
- 女が愛して憎むとき (1963년, 다이에이)- 마츠에(松江) 役
- アスファルト・ガール (1964년, 다이에이)- 릴리(リリー) 役
- この道赤信号 (1964년, 다이에이)- 마담(マダム) 役
- 無茶な奴 (1964년, 다이에이)- 부자(金持ち) 役
- 外人墓地の決斗 (1964년, 다이에이)- 고토 요코(伍堂陽子) 役
- 裏階段 (1965년, 다이에이)- 카이도 토모에(海道知枝) 役
- 夜の勲章 (1965년, 닛카츠)- 히데코(秀子) 役
- 復讐の牙 (1965년, 다이에이)- 문라이트의 여자(ムーンライトの女)B 役
- 新・兵隊やくざ (1966년, 다이에이)- 베니코(紅子) 役

## TV드라마 출연
- 袋小路  (1956년 10월 9일, NHK)
- 酉歳三番叟 (1957년 1월 1일, NTV)
- ある抵抗 (1957년 5월 23일, NHK)
- やりくりアパート (1958년 4월 6일 - 1960년 2월 28일, 大阪テレビ放送)- 未亡人 役
- 部長刑事 (第41回)・冷えた女 (1959년 6월 13일, OTV)
- 硝子のジョニー (1960년 11월 8일 - 1961년 1월 31일, MBS)
- 報酬のすべて (1961년 3월 18일, CX)
- 部長刑事 (第135回・悪いひと (1961년 4월 8일, ABC)
- 朱と緑 (1962년 8월 2일, NTV)

## 같이 보기
- 오사카부 출신 인물 목록